# Arnoldius
Arnoldius este un gen de furnici din subfamilia Dolichoderinae. Cele trei specii ale sale sunt cunoscute în Australia.

## Species
- Arnoldius flavus (Crawley, 1922)
- Arnoldius pusillus (Mayr, 1876)
- Arnoldius scissor (Crawley, 1922)